# Kingu
Kingu (ou Qingu) est un dieu de la mythologie Babylonienne. Il devient l'époux de Tiamat (sa mère) après qu'Apsu (son père) a été tué par Ea. Tiamat lui confie les tablettes de la destinée et le met à la tête de l'armée de monstres qu'elle a créés pour venger la mort d'Apsu. Kingu sera finalement vaincu par Mardouk le champion de la faction opposée. Il sera mis à mort et avec son sang Ea façonnera l'humanité.